# Zhu Xiao-Mei
Zhu Xiao-Mei (en chino: 朱晓玫; Shanghái, 1949) es una pianista china.

## Biografía
Su educación musical comienza muy temprano. Después del traslado de su familia a Pekín, entra a los 6 años en la Escuela Nacional de Música para niños superdotados de Pekín. A los 8 años ya actúa en la radio y en la televisión. Entra en el Conservatorio de Pekín a la edad de 11 años. La Revolución Cultural interrumpe sus brillantes estudios y es enviada durante seis años a un campo de trabajo en la frontera con la Mongolia Interior. Sus orígenes la vuelven sospechosa a los ojos del nuevo poder. Por ello debe repetir sus pruebas. Entra en este juego muy joven lo que modifica su manera de pensar y se pliega a las sesiones de denuncia pública. Llega incluso hasta denunciar a su familia, ya que la ideología de Mao lo impone. Su autobiografía El río y su secreto nos libra un testimonio punzante del condicionamiento psicológico de los chinos durante la Revolución cultural. Sin embargo, gracias a ciertas complicidades, consigue practicar el piano a escondidas. Y la música que ama tanto la salva. Acaba sus estudios en el Conservatorio cuando regresa a Pekín.
Abandona China para ir a Estados Unidos en 1980 y después a Francia en 1984, donde escoge instalarse. Comienza entonces a dar conciertos en todas partes, en Francia, en Europa, en América y en Asia. Enseña en el Conservatorio nacional superior de música y danza de París hasta 2014. Con ocasión de su regreso como solista a China después de 35 años de ausencia, el Conservatorio de Pekín la ha honrado con el título de profesora. Comparte a partir de entonces su tiempo entre sus actividades pedagógicas y sus numerosos conciertos.
Gran intérprete de Johann Sebastian Bach, ha grabado dos registros de las Variaciones Goldberg (uno de ellos ante la tumba de Bach en Leipzig). Ha tocado esta obra en recital más de doscientas veces por todo el mundo y también en muchas ocasiones ambos libros del El clave bien temperado, el Arte de la Fuga, las Partitas y las Invenciones a dos y a tres voces. 
También ha grabado numerosos discos consagrados a Scarlatti, Haydn, Mozart, Beethoven, Schubert y Schumann.

## Discografía seleccionada
- Variaciones Goldberg, el El clave bien temperado, el Arte de la Fuga, las Partitas y las Invenciones y sinfonías.
- Davidsbündlertänze y Kinderszenen de Robert Schumann
- Sonatas de Domenico Scarlatti
- Obras para piano a cuatro manos de Franz Schubert, con Alexandre Tharaud.

## Libro
- El Río y su secreto, de los campos de Mao a Juan Sebastián Bach, Robert Laffont, 2007 (autobiografía, con la ayuda de Michel Mollard). La obra recibió el Prix des Muses en 2008.
- El piano rojo, André Leblanc, Barroux, Le Sorbier, 2008.